# Прапор Браїлова
Пра́пор Браїлова затверджений 18 червня 2010р. рішенням сесії селищної ради.
Автор проекту — А. Гречило.

## Опис
Квадратне полотнище складається з чотирьох рівних прямокутників, в два ряди, блакитного, двічі жовтого і блакитного кольорів. У центрі верхнього блакитного прямокутника жовте усміхнене сонце з шістнадцятьма променями. У центрі нижнього блакитного прямокутника жовтий трилисний хрест.